# Grbe
Grbe är ett samhälle i Montenegro. Det ligger i den centrala delen av landet, 9 km nordväst om huvudstaden Podgorica. Grbe ligger 48 meter över havet och antalet invånare är 510.
Terrängen runt Grbe är varierad.Runt Grbe är det ganska glesbefolkat, med 48 invånare per kvadratkilometer. Närmaste större samhälle är Podgorica, 8,6 km sydost om Grbe. 